# (74410) 1999 AX4
(74410) 1999 AX4 – planetoida z pasa głównego asteroid okrążająca Słońce w ciągu 2,63 lat w średniej odległości 1,91 j.a. Odkryta 11 stycznia 1999 roku.